# Gonzalo Capellán
Gonzalo Capellán de Miguel (Haro, La Rioja, 23 de gener de 1972) és un acadèmic i polític espanyol, membre del Partit Popular, president de la Rioja des del 2023.

## Biografia
Va néixer el 1972 a Haro, municipi de la Rioja on el seu pare Patricio Capellán va ser alcalde entre 1987 i 2015. És llicenciat en Filosofia i Lletres (especialitzat en Geografia i Història) per la Universitat de Cantàbria el 1995, i doctorat en Història Moderna i Contemporània, que va superar amb èxit el 1999. Va començar a treballar com a professor universitari, primer a la Universitat de Cantàbria i més tard a la Universitat del País Basc. La seva vida professional es desenvolupa a nivell universitari-acadèmic.
Entre el 2003 i el 2005 va ser director general de Cultura del Govern de la Rioja. A les eleccions autonòmiques de 2007 va ser elegit diputat al Parlament de la Rioja pel Partit Popular, càrrec que va abandonar el 2008 per convertir-se en vicerector de la Universitat de Cantàbria, delegat de Planificació i Organització. Després de les eleccions autonòmiques del 22 de maig de 2011, es va esmentar el seu nom com a possible membre del Govern de Cantàbria a la cartera de Cultura. Tot i això, finalment va ser designat per Pedro Sanz com a conseller d'Educació, Cultura i Turisme a La Rioja, càrrec que va mantenir fins al 2014. Després de ser conseller d'educació a l'Ambaixada d'Espanya al Regne Unit entre el 2014 i el 2020 va passar al món acadèmic com professor de la Universitat de la Rioja.

### President de la Rioja
A l'octubre de 2022 la cúpula nacional del PP el va seleccionar com a candidat del Partit Popular de la Rioja per a les eleccions autonòmiques del 28 de maig de 2023. En aquestes eleccions el Partit Popular va ser la formació més votada, aconseguint 17 dels 33 diputats que conformen el Parlament de La Rioja. Va ser investit president pel Parlament de la Rioja a la sessió dels dies 27 i 28 de juny, sent nomenat pel rei el dia 28 de juny de 2023 i prenent possessió del càrrec el 30 de juny.